# Sue Mengers
Sue Mengers (Hamburgo, 2 de setembro de 1932 — Beverly Hills, 15 de outubro de 2011) foi uma agente de talentos norte-americana.